# Putila
Putila (en ucraniano: Путила, romanizado: Putyla) es un pueblo ucraniano perteneciente al óblast de Chernivtsí. Situado en el oeste del país, es parte del raión de Vízhnitsia y centro del municipio (hromada) homónimo.

## Toponimia
En todos los idiomas de importancia local, el asentamiento se conoce con el nombre de Putila (en ruso: Путила; en rumano: Putila; en polaco: Putyła). Anteriormente se conoció con el nombre de Storonets-Putiliv (en ucraniano: Сторонець-Путилів; en alemán: Storonetz-Putilla; en rumano: Putila Storojineţului).

## Geografía
Putila se encuentra a orillas del río Putila en los Cárpatos, a unos 70 km al suroeste de Chernivtsí. También está al oeste de Bucovina, y a unos 5 kilómetros de la frontera con Rumania. Putila es la entrada al parque natural nacional de Cheremosh.

## Historia
La ciudad de Putila fue mencionada por primera vez en 1501 junto con otros asentamientos locales, que el reino de Polonia entregó a Ioan Tăutu para establecer la paz entre Polonia y el principado de Moldavia.
Tras la anexión de Bucovina por el Imperio Habsburgo en 1775, la localidad de Putila pasó a formar parte del ducado de Bucovina, gobernado por los austriacos, formando parte del kreis de Putila. En 1817, los aldeanos locales se quejaron ante el emperador Francisco II del Imperio austriaco de que les habían aumentado los impuestos en los últimos 10 años. En 1843, se informó a los aldeanos que ya no podían utilizar ni cultivar el bosque cercano, tras lo cual se produjo un levantamiento que resultó en el encarcelamiento de 14 líderes locales.
Después del final de la Primera Guerra Mundial, la ciudad pasó a formar parte del reino de Rumania, en el distrito de Rădăuţi. 
Como resultado de la anexión de Bucovina del Norte el 28 de junio de 1940, posible gracias al pacto Ribbentrop-Mólotov, pasó a formar parte de la RSS de Ucrania de la Unión Soviética. Durante la Segunda Guerra Mundial, Putila fue nuevamente parte de Rumania entre 1941 y 1944 tras la invasión germano-rumana.
En 1961 Putila fue elevado a asentamiento de tipo urbano.
Hasta el 18 de julio de 2020, Putila fue el centro administrativo del raión de Putila. El raión se abolió en julio de 2020 como parte de la reforma administrativa de Ucrania, que redujo el número de raiones del óblast de Chernivtsí a tres. Desde entonces, el área de raión de Putila se fusionó con el raión de Vízhnitsia.En 2023, Putila perdió el estatus de asentamiento de tipo urbano debido a la eliminación de este estatus administrativo.

## Demografía
La evolución de la población de Putila entre 1930 y 2022 fue la siguiente:
| 1819                                                          | 1294 | 2146 | 2841 | 3604 | 3265 | 3373 | 3374 |
| (Fuente: Cities & Towns of Ukraine y UKRAINE: Größere Städte) |      |      |      |      |      |      |      |

Según el censo de 2001, la lengua materna de la mayoría de los habitantes, el 98,56%, es el ucraniano; del 1,07%, el ruso. La mayoría de la población son ucranianos, principalmente a los hutsules. 
En el censo de 1930, el 64,48% de los habitantes eran hutsules; el 20,94%, judíos; el 9,94%, rutenos; el 2,54%, rumanos; y polacos, el 1,22%. En cuanto a la religión, el 70,39% de la población eran ortodoxos; el 21,1%, judíos; el 5,64% eran católicos bizantinos y el 2,54%, católicos romanos.